# Rhome
Rhome è un comune (city) degli Stati Uniti d'America della contea di Wise nello Stato del Texas. La popolazione era di 1.522 abitanti al censimento del 2010.

## Geografia fisica
Rhome è situata a 33°04′44″N 97°29′36″W (33.078895, -97.493199).
Secondo lo United States Census Bureau, la città ha una superficie totale di 11,98 km², dei quali 11,83 km² di territorio e 0,14 km² di acque interne (1,19% del totale).

## Società

### Evoluzione demografica
Secondo il censimento del 2010, la popolazione era di 1.522 abitanti.

### Etnie e minoranze straniere
Secondo il censimento del 2010, la composizione etnica della città era formata dall'86,99% di bianchi, lo 0,66% di afroamericani, l'1,45% di nativi americani, lo 0,53% di asiatici, lo 0,13% di oceanici, il 7,69% di altre razze, e il 2,56% di due o più etnie. Ispanici o latinos di qualunque razza erano il 12,55% della popolazione.